# Định luật điện phân Faraday
Định luật điện phân Faraday là một định luật điện phân cơ bản do Michael Faraday đưa ra năm 1833. Định luật này chỉ ra rằng khối lượng m của chất bị phân li tỉ lệ thuận với điện lượng q chuyển qua chất điện phân (định luật F thứ nhất) và với đương lượng hoá học A (xt. Đương lượng hóa học) của chất (định luật F thứ 2). Định luật F được biểu thị bằng phương trình: 
m=A.q/F
trong đó, F là hằng số [nếu m tính bằng g; q tính bằng culông (C) thì F = 96.521,9 C]; K=A/F là đương lượng điện hoá.
Định luật được Farađây M. (M. Faraday) xác minh bằng thực nghiệm (1833 - 34).

## Công thức
Định luật Faraday tóm tắt bằng công thức:
{\displaystyle m\ =\ \left({Q \over F}\right)\left({M \over z}\right)}
trong đó
m khối lượng của chất bị phân li
Q điện lượng chuyển qua chất điện phân
F = 96485 C mol−1 là hằng số Faraday
M là khối lượng mol của chất tham gia điện phân
z là số đương lượng của các ion của chất điện phân
Chú ý M / z là  trọng lượng tương đương của chất bị phân giải.
Theo định luật Faraday thứ nhất, M, F, và z là số bất biến, Q tỉ lệ thuận với m.
Theo định luật Faraday thứ nhì, Q, F, và z là số bất biến, M  / z (trọng lương tương đương) tỉ lệ thuận với m.
Trong trường hợp đơn giản, dòng điện điện phân (I) không đổi, {\displaystyle Q=It} thì
{\displaystyle m\ =\ \left({It \over F}\right)\left({M \over z}\right)}
và
{\displaystyle n\ =\ \left({It \over F}\right)\left({1 \over z}\right)}
với
n là số mol chất bị thay thế: n  = m / M
t là tổng thời gian cho dòng điện không đổi chạy qua.
Trong trường hợp phức tạp hơn nếu dòng điện biến thiên, tổng Q là tích phân của dòng điện I({\displaystyle \tau })theo thời gian {\displaystyle \tau }:
{\displaystyle Q=\int _{0}^{t}I(\tau )\ d\tau }
Với t là tổng thời gian điện phân. I({\displaystyle \tau }) là một hàm dòng điện phụ thuộc thời gian, {\displaystyle \tau }.